# Delias cuningputi
Delias cuningputi es una especie de mariposa, de la familia de las piérides, que fue descrita originalmente con el nombre de Pieris cuningputi, por Ribbe, en 1900, a partir de ejemplares procedentes de Papua New Guinea.

## Distribución
Delias cuningputi está distribuida entre las regiones Australasia, Indo-Malasia y ha sido reportada en Papua New Guinea, Indonesia.

## Plantas hospederas
No se conocen las plantas hospederas de D. cuningputi.